# Ricardo Altamirano
Ricardo Daniel Altamirano, né le 12 décembre 1965 à Laguna Paiva, dans la province de Santa Fe, est un footballeur argentin.

## Biographie
En tant que défenseur, Ricardo Altamirano fut international argentin à 27 reprises (1991-1995) pour un but. Il participa à la Copa América 1991, qu'il remporta. Ensuite il participa à la Coupe des confédérations 1992, où il inscrivit son seul but en sélection, contre la Côte d'Ivoire (4-0, but à la 67e minute). Il remporta aussi ce tournoi, comme celui de la Copa América 1993. Il participa à la Copa América 1995, mais il fut éliminé en quarts de finale.
Il commença sa carrière à Santa Fe, dans le club de Club Atlético Unión, mais en deux saisons, il ne remporta rien. Il signe ensuite à CA Independiente, où il remporte son premier championnat argentin en 1989. 
Avec le CA River Plate, il remporta plusieurs championnats d'Argentine, une Copa Libertadores et une Supercopa Sudamericana. Il arrêta sa carrière en 1997.

## Clubs
- 1986-1988 : Club Atlético Unión
- 1988-1992 : CA Independiente
- 1992-1997 : CA River Plate

## Palmarès
- Championnat d'Argentine de football

- - Champion en 1989, en 1993 (apertura), en 1994 (apertura), en 1996 (apertura) et en 1997 (clausura)
- Supercopa Sudamericana
  - Vainqueur en 1997
  - Finaliste en 1989
- Copa Libertadores
  - Vainqueur en 1996
- Coupe des confédérations
  - Vainqueur en 1992
- Coupe intercontinentale des nations
  - Vainqueur en 1993
- Copa América
  - Vainqueur en 1991 et en 1993